# Filmakademie Wien
Die Filmakademie Wien ist das Institut für Film und Fernsehen der staatlichen Universität für Musik und darstellende Kunst Wien. Sie ist die einzige universitäre Ausbildungsstätte im Bereich Film in Österreich.

## Geschichte

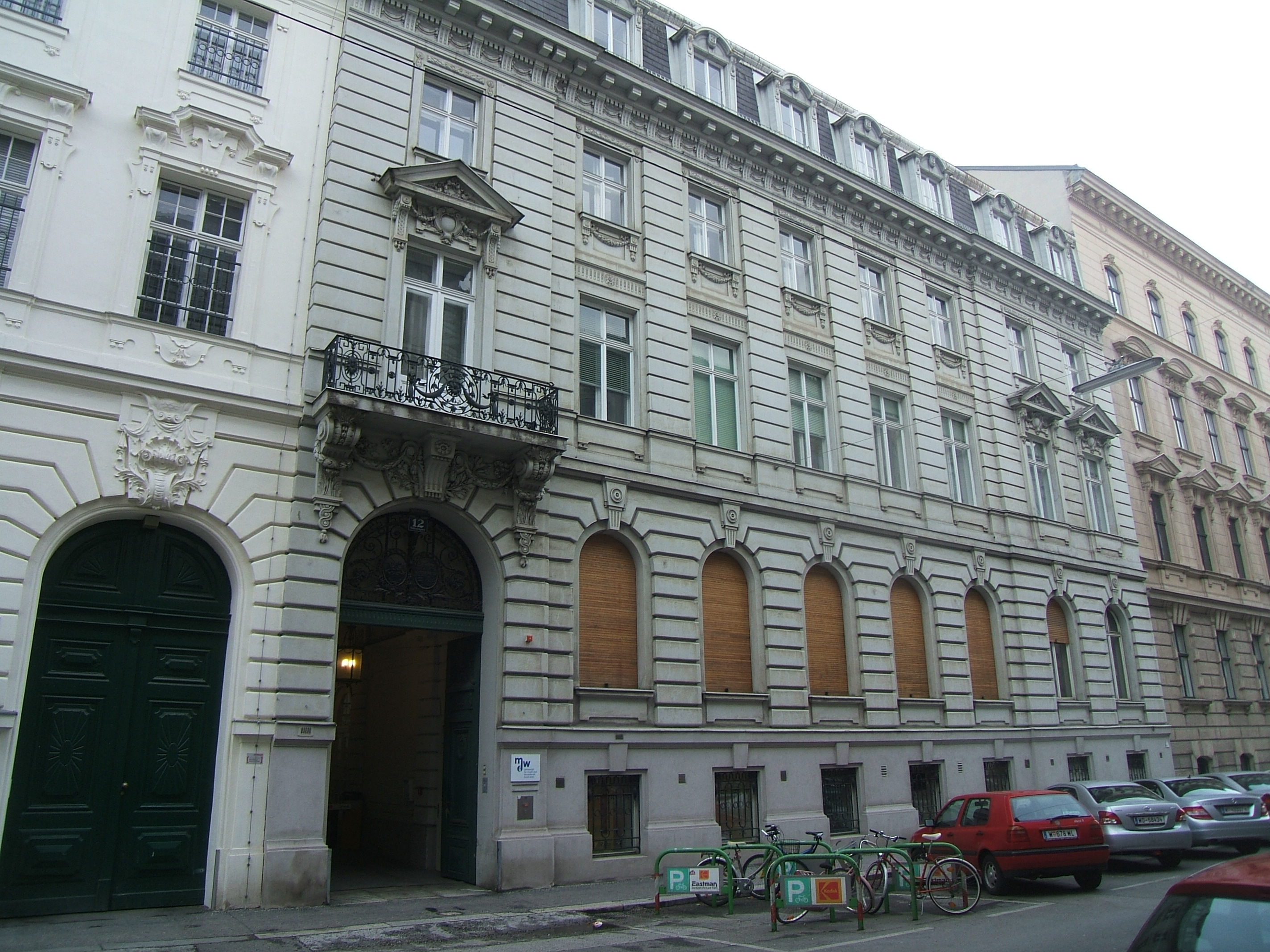
Metternichgasse 12, Sitz der Filmakademie bis 2020

1952 etablierte Walter Kolm-Veltée einen Sonderlehrgang für Filmgestaltung an der Akademie für Musik und darstellende Kunst, der heutigen Universität für Musik und darstellende Kunst. 1960 kam eine Filmklasse, geführt von Hans Winge, hinzu. 1963 wurden die beiden Lehrgänge in der neu gegründeten „Abteilung Film und Fernsehen“ zusammengefasst. Die Abteilung übersiedelte im Studienjahr 1968/1969 ins Palais Bourgoing in der Metternichgasse 12. Weitere Lehrgänge folgten und seit 1998 ist das Institut Film und Fernsehen als „Wiener Filmakademie“ bekannt.
Seit Oktober 2020 befindet sich die Filmakademie Wien im Future Art Lab am Campus der Universität für Musik und darstellende Kunst Wien (mdw).

## Studium
Das Studium ist als dreijähriges Bakkalaureats- mit anschließendem zweijährigem Magisterstudium (Bakkalaureus der Künste/Bakk.art bzw. Magister der Künste/Mag.art) aufgebaut und in die fünf folgenden Richtungen unterteilt; Regie, Drehbuch, Bildtechnik und Kamera, Schnitt und Produktion, sowie als Magisterstudium Digital Art – Compositing.

## Dozenten (Auswahl)
- Michael Haneke, Wolfgang Murnberger und Jessica Hausner in Regie[3]
- Götz Spielmann in Buch und Dramaturgie
- Wolfgang Thaler und Thomas Benesch in Bildtechnik und Kamera
- Michael Hudecek in Schnitt
- Franz Brandstaetter in Digital Art-Composing
- Danny Krausz in Produktion

## Bekannte Absolventen
- Barbara Albert,
- Umut Dağ
- Michael Glawogger
- Andreas Gruber, 1982
- Martin Gschlacht
- Jessica Hausner
- Astrid Heubrandtner, 1998
- Gerald Kerkletz, 2011
- Ulrike Kofler, 2002
- Michael Kreihsl
- Alarich Lenz, 2007
- Gabriele Mathes
- Wolfgang Rupert Muhr, 2014
- Wolfgang Murnberger
- Davis O. Nejo, 1981
- Danielle Proskar, 1995
- Kathrin Resetarits
- Christoph Rainer, Regisseur
- Erhard Riedlsperger
- Gerhard Schedl
- Reinhard Schwabenitzky
- Ulrich Seidl
- Götz Spielmann
- Michael Sturminger
- Peter-Arthur Straubinger, 1996
- Antonin Svoboda, 1997
- Hüseyin Tabak
- Stephan Wagner
- Peter Zeitlinger, 1987
- Alexander Hahn, 1996
- Patrick Vollrath, 2015
- Said Manafi